# Моклище
Моклище или Моклища (на македонска литературна норма: Моклиште) е бивше село в Северна Македония, в община Кавадарци.

## География
Селото е било разположено на Ваташката река, на шест километра южно от общинския център Кавадарци. Край селото е разположен Моклищкият манастир „Свети Никола“.

## История
В XIX век Моклище е село в Тиквешка кааза на Османската империя. Според статистиката на Васил Кънчов („Македония. Етнография и статистика“) от 1900 година Моклища има 140 жители всички българи християни. Цялото село е под върховенството на Българската екзархия.
След Междусъюзническата война в 1913 година селото попада в Сърбия.
На етническата си карта от 1927 година Леонард Шулце Йена показва Моклища (Moklišta) като българско християнско село.